# マックスバリュ南東北
マックスバリュ南東北株式会社（マックスバリュみなみとうほく、MaxValu Minamitohoku Co.,Ltd.）は、かつて存在した、宮城県と福島県にディスカウント型スーパーマーケット「ザ・ビッグ」を展開していたイオングループの企業である。本社は宮城県仙台市青葉区に置いていた。
2024年3月1日に、同じく「ザ・ビッグ」を営業しているイオンビッグへ吸収合併された。

## 概要
イオンリテールが総合スーパー事業に特化するのに伴い、宮城県・福島県のマックスバリュを運営する為に設立された地域子会社である。かつては栃木県にも出店していた（後述）。
特に宮城県内においては、東北地方や宮城県を地場とするヨークベニマルやヤマザワ、みやぎ生協、ウジエスーパーなどのスーパーマーケットとの競争を強いられており、分社化されたことにより地域密着型の営業を展開出来る様になった。
当社設立後はスーパーマーケット事業のマックスバリュからディスカウント業態のザ・ビッグへの業態転換を進めており、福島県内の店舗は2011年2月までに全てザ・ビッグになった。その後宮城県内の店舗もザ・ビッグに転換するようになり、2015年7月に最後までマックスバリュとして営業していた矢本店がザ・ビッグに業態転換したことで運営する店舗が全てザ・ビッグに統一された。マックスバリュ運営会社において営業中の店舗が全てザ・ビッグに統一したのはマックスバリュ長野に次いで2社目となった（マックスバリュ長野は当社に先行して、2021年6月1日にイオンビッグに吸収合併された）。
なおショッピングセンター全体の運営についてはイオンタウン名取ショッピングセンターのみがマックスバリュ南東北へ移管され、イオンタウン仙台泉大沢ショッピングセンター・イオンタウン郡山・イオンタウン塩釜ショッピングセンターは引き続きイオンリテールが運営を行っていたが、2011年11月21日にNSC（近隣型ショッピングセンター）のブランド名を「イオンタウン」に統一（イオンタウン名取ショッピングセンターはイオンタウン名取、イオンタウン仙台泉大沢ショッピングセンターはイオンタウン仙台泉大沢、イオンタウン塩釜ショッピングセンターはイオンタウン塩釜にそれぞれ改称）され、同時にマックスバリュ南東北並びにイオンリテールが運営していたショッピングセンターの運営をイオンタウン株式会社へ移管された。
この他、仙台市泉区の将監団地の市有地に所在した公設市場が廃止後、それを引き継いだ将監商業協同組合による後継施設も2010年9月に閉店した為、買い物空白地帯となった将監団地に市の誘致によって2013年3月2日にザ・ビッグエクスプレス将監店を開設した。

## 歴代社長
| 代 | 氏名       | 期間                   | 旧職                                                | 新職                                |
| -- | ---------- | ---------------------- | --------------------------------------------------- | ----------------------------------- |
| 1  | 山田寛人   | 2009年12月 - 2014年3月 | イオンリテール マックスバリュ事業本部南東北事業部長 |                                     |
| 2  | 熊谷美知雄 | 2014年3月 - 2016年10月 | イオンビッグ 取締役食品商品企画部長                 | イオンビッグマレーシア 取締役副社長 |
| 3  | 大南淳二   | 2016年10月 - 2023年2月 | イオンスーパーセンター 取締役開発統括部長           | サンデー 顧問                       |
| 4  | 打海直也   | 2023年3月 - 2024年2月  | イオン DS戦略チーム                                 | ビッグ・エー 代表取締役社長         |

## 沿革

### 前史
- 1997年（平成9年）7月5日 - ロックタウン鹿島台（現・イオンタウン鹿島台）の核店舗として「マックスバリュー鹿島台店」（後のマックスバリュ鹿島台店）がオープン[5]。
- 1998年（平成10年）
  - 11月12日 - イオンタウン柴田ショッピングセンター（現・イオンタウン柴田）の核店舗として「マックスバリュ柴田店」がオープン[5]。
  - 12月2日 - イオンタウン那須ショッピングセンター（現・イオンタウン那須）の核店舗として「マックスバリュー那須店」（後のマックスバリュ那須店）がオープン[5]。
  - 12月3日 - イオンタウン郡山の核店舗として「マックスバリュ郡山店」がオープン[5]。
- 1999年（平成11年）3月20日 - ロックタウン古川（現・イオンタウン古川）の核店舗として「マックスバリュ古川店」がオープン[5]。
- 2003年（平成15年）
  - 3月11日 - 旧築館サティの施設を引継ぎ「マックスバリュ築館店」がオープン。
  - 4月25日 - ロックタウン矢本（現・イオンタウン矢本）の核店舗として「マックスバリュ矢本店」がオープン。
- 2004年（平成16年）
  - 4月27日 - 「マックスバリュ仙台郡山店」がオープン（2011年11月21日よりイオンタウン仙台郡山の核店舗となる）。
  - 10月16日 - 「マックスバリュ多賀城鶴ヶ谷店」がオープン。
- 2005年（平成17年）
  - 8月27日 - 「マックスバリュ福島大森店」がオープン。
  - 10月27日 - ロックタウン須賀川（現・イオンタウン須賀川）の核店舗として「マックスバリュ須賀川店」がオープン。
- 2006年（平成18年）4月21日 - 「マックスバリュ仙台八乙女店」がオープン（2011年11月21日よりイオンタウン仙台八乙女の核店舗となる）。
- 2007年（平成19年）
  - 5月25日 - イオンタウン塩釜ショッピングセンター（現・イオンタウン塩釜）の核店舗として「マックスバリュ塩釜店」がオープン。
  - 8月28日 - イオンタウン名取ショッピングセンター（現・イオンタウン名取）の核店舗として「マックスバリュ名取店」がオープン。
- 2008年（平成20年）
  - 3月15日 - イオンタウン仙台泉大沢ショッピングセンター（現・イオンタウン仙台泉大沢）の核店舗として「マックスバリュ泉大沢店」がオープン。
  - 8月20日 - マックスバリュ築館店が閉店。

### マックスバリュ南東北の発足準備・発足以降
- 2009年（平成21年）
  - 9月18日 - イオンリテールマックスバリュ事業本部東北営業部が北東北営業部と南東北営業部に分割再編される。
  - 12月12日 - マックスバリュ郡山店が業態転換し「ザ・ビッグ郡山店」としてリニューアルオープン。
- 2010年（平成22年）
  - 2月21日 - 会社設立。
  - 4月24日 - マックスバリュ須賀川店が業態転換し「ザ・ビッグ須賀川店」としてリニューアルオープン。
  - 9月4日 - マックスバリュ柴田店が業態転換し「ザ・ビッグ柴田店」としてリニューアルオープン。
- 2011年（平成23年）
  - 2月24日 - マックスバリュ福島大森店が業態転換し「ザ・ビッグ福島大森店」としてリニューアルオープン。
  - 6月25日 - 東日本大震災以降休業していたマックスバリュ塩釜店が業態転換し「ザ・ビッグ塩釜店」としてリニューアルオープン。
  - 7月23日 - マックスバリュ鹿島台店、マックスバリュ古川店が業態転換し「ザ・ビッグ鹿島台店」、「ザ・ビッグ古川店」として2店舗同時にリニューアルオープン。
  - 9月3日 - マックスバリュ泉大沢店が業態転換し「ザ・ビッグ泉大沢店」としてリニューアルオープン。
  - 9月16日 - マックスバリュ仙台郡山店が業態転換し「ザ・ビッグ仙台郡山店」としてリニューアルオープン。
  - 10月16日 - マックスバリュ那須店が閉店。これにより栃木県からマックスバリュが撤退。
  - 10月28日 - マックスバリュ多賀城鶴ヶ谷店が業態転換し「ザ・ビッグ多賀城鶴ヶ谷店」としてリニューアルオープン。
  - 11月21日 - イオンタウン名取ショッピングセンターがイオンタウン名取に名称変更し、SCの運営をイオンタウン株式会社へ移管。
- 2012年（平成24年）
  - 3月24日 - マックスバリュ金成店が業態転換し「ザ・ビッグ金成店」としてリニューアルオープン。
  - 4月21日 - マックスバリュ仙台八乙女店が業態展開し「ザ・ビッグ仙台八乙女店」としてリニューアルオープン。
  - 10月27日 - 「ザ・ビッグ鎌田店」がオープン。当社が運営する「ザ・ビッグ」では初の新規店舗となる。
- 2013年（平成25年）
  - 3月2日 - マックスバリュ南東北が運営する店舗では初となる都市型小型店舗業態である「ザ・ビッグエクスプレス将監店」がオープン。
  - 5月25日 - 「ザ・ビッグ石巻鹿又店」がオープン。
  - 9月20日 - 「ザ・ビッグエクスプレス仙台駅東店」がオープン。
- 2014年（平成26年）
  - 3月8日 - 「ザ・ビッグ本宮店」をオープン。
  - 6月14日 - マックスバリュ名取店が業態転換し「ザ・ビッグ名取店」としてリニューアルオープン。
  - 9月9日 -マックスバリュ仙台南光台店が業態転換し「ザ・ビッグ仙台南光台店」としてリニューアルオープン。
- 2015年（平成27年）
  - 3月7日 - 「ザ・ビッグ喜久田店」をオープン[6]。
  - 7月11日 - マックスバリュ矢本店が業態転換し「ザ・ビッグ矢本店」としてリニューアルオープン。これにより、マックスバリュ南東北の運営店舗が「ザ・ビッグ」・「ザ・ビッグエクスプレス」のみとなる[7]。
- 2016年（平成28年）3月3日 - 「ザ・ビッグエクスプレス陸前高砂駅前店」をオープン[8]。
- 2018年（平成30年）
  - 9月19日 - 約2年半ぶりの新規店舗となる「ザ・ビッグエクスプレス燕沢店」をオープン[9]。
  - 12月1日 - 「ザ・ビッグエクスプレス富田店」をオープン（「ザ・ビッグエクスプレス」の福島県1号店となる）[10]。
- 2019年（令和元年）
  - 7月19日 - 「ザ・ビッグエクスプレス島店」をオープン[11]。
  - 11月29日 - 「ザ・ビッグ利府青山店」をオープン[12]。
- 2020年（令和2年）5月27日 - 「ザ・ビッグ釜大街道店」をオープン[13]。
- 2021年（令和3年）7月2日 - イオンモール新利府 北館内に「ザ・ビッグ新利府店」をオープン[14]。

### 吸収合併
- 2023年（令和5年）9月26日 - 取締役会において2024年（令和6年）3月1日付でグループ会社のイオンビッグ株式会社へ吸収合併することを決議し、同社との間で合併契約を締結したことを発表[15]。
- 2024年（令和6年）3月1日 - イオンビッグ株式会社へ吸収合併され、解散[2]。運営店舗はイオンビッグに承継された。

## 店舗ブランド

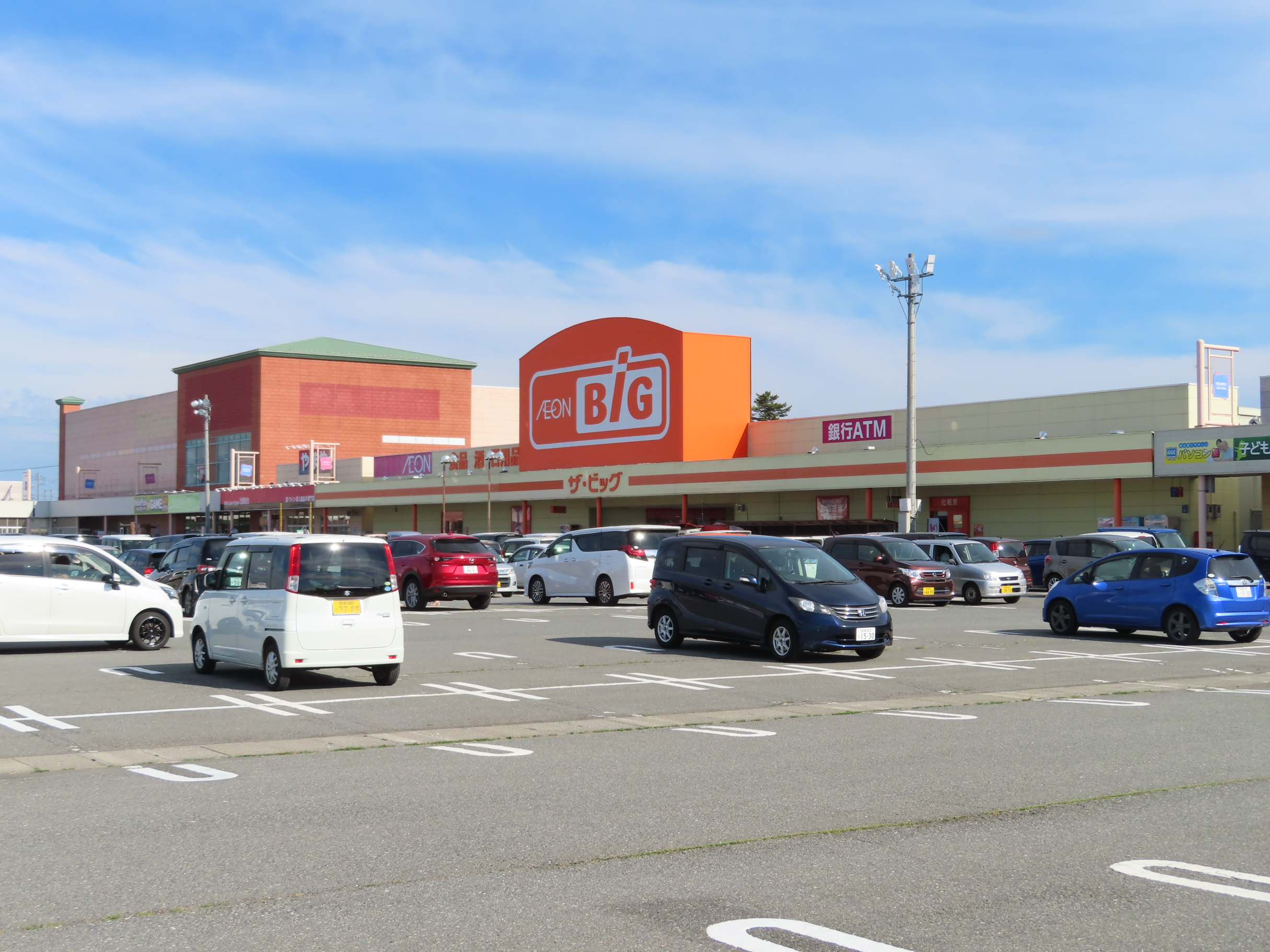
店舗例：ザ・ビッグ古川店（イオンタウン古川内、2021年6月）

ザ・ビッグ
元々はマックスバリュ西日本（当時。2024年3月1日にフジに吸収合併され、当社と同時に法人格が消滅）の独自業態として展開していたが、2008年以降、他のマックスバリュ運営会社を中心に全国展開になりつつあるディスカウントストア業態。当社は合併時点で宮城県と福島県に22店舗を展開しており、鎌田店・本宮店・喜久田店・利府青山店・釜大街道店、「スーパーセンター ステップ1」跡に居抜き出店によって新規開業した石巻鹿又店、旧イオン利府店跡に新規開業した新利府店を除く全店舗が「マックスバリュ」から業態転換した店舗である。なお「ザ・ビッグ」に関しては運営エリアが明確に分けられていることもあり、イオン東北（旧・マックスバリュ東北）とのエリア重複は無い。
ザ・ビッグエクスプレス
都市型の小商圏を対象に品揃えを更に絞り込んだ「ザ・ビッグ」の小型店舗業態。当社は合併時点で宮城県と福島県に6店舗を展開しており、いずれも新規開業した店舗で、将監店は「将監ふれあい市場」跡に居抜き出店によって開業した店舗である。なお同業態はこれまで北海道・中部・九州・沖縄地区に出店していたが、将監店のオープンにより東北地区へ進出したことになる。

## 閉店した店舗

### マックスバリュ
宮城県
- 築館店（栗原市） - 築館サティ跡地に出店。建物は解体済み。解体後の跡地にはケーズデンキ（デンコードー運営）が2010年11月3日にオープンした。
- 河北店（石巻市） - イオンタウン河北の核店舗。マックスバリュ撤退後はウジエスーパーが移転し、「イオンタウン河北」も「河北アゼリアプラザ」に改称された。
- 小牛田店（遠田郡） - 閉店後、跡地にベル開発（ベルプラス→現・ベルジョイス）が「ビッグハウス」を出店。

栃木県
- 那須店（那須町） - 隣接のメガマートと共に閉店し、メガマート店舗跡にイオンビッグが「ザ・ビッグ」を出店。店舗跡には2017年にコメリが出店。